# C19orf84
C19orf84 (англ. Chromosome 19 open reading frame 84) – білок, який кодується однойменним геном, розташованим у людей на довгому плечі 19-ї хромосоми. Довжина поліпептидного ланцюга білка становить 186 амінокислот, а молекулярна маса — 19 614.
| 10         |  | 20         |  | 30         |  | 40         |  | 50         |
| ---------- |  | ---------- |  | ---------- |  | ---------- |  | ---------- |
| MEQPKDGAGP |  | EGNNLSLPSS |  | GTEPWPPAPL |  | PAPPPLLLNS |  | TDPTHLGLPE |
| SVASVTVPIR |  | LDTLSCLLHS |  | ALLGAYTFQQ |  | ALPSCPCCSQ |  | AGHSQPGAVR |
| RPPRGRGGWE |  | VRHRPGWGRG |  | LHRRGLGRAE |  | QPERGRAGGP |  | GAGPRTPPMT |
| LPSPPTLPAQ |  | DGKKEARGPE |  | PPLETPLAAE |  | DWETEY     |  |            |

A: Аланін

C: Цистеїн

D: Аспарагінова кислота

E: Глутамінова кислота

F: Фенілаланін

G: Гліцин

H: Гістидин

I: Ізолейцин

K: Лізин

L: Лейцин

M: Метіонін

N: Аспарагін

P: Пролін

Q: Глутамін

R: Аргінін

S: Серин

T: Треонін

V: Валін

W: Триптофан